# Марджанишвили, Константин Константинович
Константи́н Константи́нович Марджанишви́ли (13 (26) августа 1903, Москва — 13 февраля 1981, там же) — советский математик, академик АН СССР (1974, член-корреспондент с 1964), Герой Социалистического Труда (1973).

## Биография
Константин Марджанишвили родился 13 (26) августа 1903 года в семье актёра и театрального деятеля К. А. Марджанишвили и актрисы и педагога Надежды Дмитриевны Живокини-Марджановой. По линии матери его прадедушка В. И. Живокини.
Среднюю школу окончил в Москве. В 1920 году поступил в Петроградский университет на математическое отделение. В то время лекции
по теории чисел в университете читал И. М. Виноградов, который пробудил интерес К. Марджанишвили к этой специальности.
Окончил Ленинградский университет в 1924 году. Переехал в Тбилиси, откуда Наркомпросом ГрССР был направлен в научную командировку в Лейпциг (Германия). В 1927 году начал преподавать в Тбилисском университете и Тбилисском политехническом институте, ассистент профессоров Н. И. Мусхелишвили и А. М. Размадзе, затем возглавил кафедру в энергетическом институте. Много времени уделял общественной работе, являясь членом центрального бюро научных работников Грузии.
С 1934 года работал в Математическом институте им. В. А. Стеклова АН СССР. С 1938 года
по 1949 год являлся учёным секретарём МИАН, с 1951 по 1953 год — заместителем директора МИАН. В 1953 году возглавил организацию Отдела прикладных расчётов МИАН, руководил этим отделом до конца своей жизни.
Одновременно с работой в МИАН преподавал в Московском институте инженеров связи, с 1949 по 1951 год — заведующий кафедрой математики.
В 1949 году защитил докторскую диссертацию на тему «Исследования по применению метода тригонометрических сумм к аддитивным задачам».
В 1964 году избран членом-корреспондентом АН СССР, а в 1973 — действительным членом АН СССР. В 1973 году ему было присвоено звание Героя Социалистического Труда, он награждён двумя орденами Ленина, двумя орденами Трудового Красного Знамени.
Принадлежал к научной школе И. М. Виноградова. Основные направления исследований — аддитивная теория чисел, представление чисел суммами степеней, системы диофантовых уравнений, уравнения в простых числах, прикладная математика.
По мнению С. П. Новикова, значимость научных работ К. К. Марджанишвили не высока. Г. И. Архипов, В. Ф. Колчин, Ю. И. Медведев, академик С. М. Никольский, М. П. Минеев, Л. П. Постникова, академик Ю. В. Прохоров, В. Н. Чубариков квалифицируют К. К. Маржданишвили как крупного представителя школы аналитической теории чисел.
По воспоминаниям современников, в жизни К. К. Марджанишвили был обаятельным, жизнелюбивым, глубоко интеллигентным, утончённым человеком, прекрасным рассказчиком, унаследовавшим от родителей артистизм и чувство юмора. Как крупный руководитель обладал даром дипломата, умел глубоко проникать в суть явлений и находить правильные решения в трудных ситуациях.

## Награды
- Два ордена Ленина — 1973 и 1975
- Два ордена Трудового Красного Знамени — 1951 и 1963
- Герой Социалистического Труда (1973)

## Основные работы
- Об одной задаче аддитивной теории чисел. Известия АН СССР. Серия математическая. 1940, т.4, № 2
- О некоторых нелинейных системах уравнений в целых числах. Математический сборник. 1953, т. 33, вып. 3